# Hemiramphus far
Il mezzobecco (Hemiramphus far (Forsskål, 1775)), è un pesce osseo marino appartenente alla famiglia Hemiramphidae.

## Descrizione
L'aspetto di questo pesce è grossolanamente simile a quello dell'aguglia ma è più tozzo e, come tutti gli Hemiramphidae, ha solo la mascella inferiore allungata a becco mentre la superiore è quasi normale. Il corpo è relativamente compresso ai lati e coperto di scaglie grandi che si staccano con facilità. La pinna dorsale e la pinna anale sono inserite molto indietro, anche le pinne ventrali sono poste nella metà posteriore del corpo. Le pinne pettorali sono piccole. La pinna caudale è profondamente forcuta e ha il lobo inferiore molto più sviluppato del superiore. Il colore è bluastro sul dorso e argenteo o biancastro su fianchi e ventre. Sui fianchi sono disposti da 3 a 9 punti neri allineati, tuttavia, specie negli esemplari mediterranei, queste macchie possono essere assenti o poco visibili. Il lobo superiore della pinna caudale è giallo mentre la punta della mascella inferiore è rossa.
Misura fino a 45 cm ma la taglia media è attorno ai 30 cm.

## Distribuzione e habitat
L'areale della specie comprende l'Indo-Pacifico tropicale compreso il mar Rosso. Attraverso la migrazione lessepsiana è immigrato nel mar Mediterraneo dove è diventato molto comune nella parte sudorientale tra la Libia e la Turchia occidentale. È un pesce pelagico ma strettamente costiero, preferisce fondali sabbiosi o di alghe. Può penetrare in acque salmastre.

## Biologia
È un pesce gregario che forma fitti banchi. Si tratta di un animale molto agile che compie di frequente balzi e può percorrere lunghi tratti con metà del corpo fuor d'acqua.

### Alimentazione
Si nutre di plancton e di oggetti che trova in superficie, comprese grandi quantità di materiale vegetale.

### Riproduzione
Si riproduce in acqua salmastra, le uova hanno filamenti adesivi e vengono attaccate ad oggetti duri galleggianti o sul fondale.

## Pesca
H. far ha un discreto interesse commerciale. Viene catturato soprattutto con le reti da circuizione e, secondariamente, da posta. Le carni sono buone..